# Misión de Nuestra Señora de la Candelaria del Cañón
La misión de Nuestra Señora de la Candelaria del Cañón fue una misión novohispana del siglo XVIII situada en el condado de Uvalde, en Texas, EE. UU.

## Historia
Fundada en 1762 en la orilla oeste del río Nueces, esta misión franciscana supuso el tercer intento de establecer la misión de Nuestra Señora de la Candelaria, tras los fracasos en río San Gabriel (1749) y río San Marcos (1755). Al igual que la vecina misión de San Lorenzo de la Santa Cruz (1762) fue fundada Felipe Rábago y Therán, capitán del presidio de San Sabá y sobrino de Pedro de Rábago y Terán. Al frente de la misión estuvo asimismo el padre Diego Jiménez. Fue dotada con una pequeña guarnición militar de diez soldados procedentes del presidio de San Sabá, cuya misión había sido devastada en 1758 por los indígenas enemigos de los apaches lipán. Estos eran aliados de España pero de escasa fiabilidad. La misión llegó a contar con cuatrocientos vecinos apaches en búsqueda de protección frente a sus enemigos. En 1767 tanto Candelaria como San Lorenzo fueron declaradas inviables por la inspección general de los presidios de la Texas española del III marqués de Rubí. El motivo fueron los acuerdos con los comanche que permitieron asegurar la soberanía española del territorio. La misión fue abandonada ese mismo año.

## Descripción
Localizada al norte de la actual población de Montell a orillas del río Nueces. Su ubicación está señalada con un marcador de la Comisión Histórica de Texas.